# مريدا (ديزني)
الأميرة مريدا هي الشخصية الرئيسية في فيلم بيكسار أسطورة مريدا الحائز على جائزة الأوسكار. أنضمت مريدا لخط أميرات ديزني لتكون الأميرة الحادية عشر وأول شخصية لبيكسار في الخط وذلك بتاريخ 11 مايو 2013. مريدا أيضا الشخصية الرئيسية في لعبة الفيديو التي تحمل نفس عنوان الفيلم ولعبة الهروب من المعبد: أسطورة مريدا.

## الخلفية
الأميرة مريدا هي فتاة تبلغ من العمر 16 سنة، هي ابنة الملكة إلينور التي تحكم المملكة جنباً إلى جنب مع زوجها الملك فيرغوس. تتطلع الملكة إلينور لأن تكون إبنتها سيدة ملكية، غير ان مريدا فتاة متهورة وتريد السيطرة على مصيرها وإختياره بنفسها.شحذت مريدا مهاراتها في الرماية، وتعد واحدة من أمهر الرماة. وهي أيضا ماهرة في المبارزة بالسيف والعدو عبر الريف على حصانها آنجوس. رغم شخصيتها القوية، تملك مريدا قلباً ليناً، ولا سيما عندما يتعلق الأمر بإخوتها الثلاثة، هاريس، هابيرت وهاميش. هي مدللة لكن طباعها لم تفسد، وعلى الرغم من انها تجادل والدتها، إلا أنها تهتم بوالديها. تتشابه طباعها مع آريل من فيلم حورية البحر; فهي تبدأ الفيلم بإضطرابات المراهقة وتتطور وتنضج خلال بقية الفيلم.

## مظهر
لمريدا شعر طويل، مجعد، أحمر ناري، ذات عيون زرقاء، لديها بشرة شاحبة، وجسم نحيل. زيها الرئيسي هو ثوب تقليدي أزرق مخضر داكن، مصنوع من القطن، فيه شقوق أنيقة للحركة أثناء الرماية. عند وصول اللوردات للمباريات، ترتدي ثوب حريري فيروزي بأذرع طويلة، بزركشة ذهبية، وخرزات ذهبية بالإضافة لخمار أبيض يغطي شعرها. في المشهد الأخير، تظهر مريدا مرتدية ثوبا أزرق غامق مع نقوش خضراء فاتحة.

## الإبتكار
مبتكرة الشخصية هي بريندا تشابمان، وتعتبر مريدا أول بطلة روائية لبيكسار. لا تركز مريدا على الزواج من أمير، ولكن بدلا من ذلك هي ترغب في أن تكون حرة وتغيير مصيرها. بعد التدقيق من قبل النقاد حول الشخصية، قالو أنها مراهقة نموذجية جدا: متقلب المزاج، مجادلة وعاصية. وقال آخرون أن مريدا تعطي انطباع خاطئ للنسوة، لكن بشكل عام تلقت مريدا تقارير إيجابية من النقاد، يقول أحدهم هي «نسمة هواء نقيربين الأميرات، ومن ثقافة لم تكتشفها ديزني بعد. وهي قدوة جيدة للفتيات، مريدا هي بالتأكيد ليست الفتاة المتغطرس، هي فقط تريد القيام بما يملي عليها قلبها، وبعد قلبها شعب اسكتلندا لها أن تقبل ميريدا. وشعب اسكتلندا سيرحبون بها.»

## خلاف
في مايو 2013، أصدرت ديزني إعادة تصميم لمريدا قبل تتويج الشخصية في عالم والت ديزني كأميرة ديزني الحادية عشر. حيث ظهرت على هيئة أكثر لمعانا وأنحف من الأصلية، وأكبر سنا، بالمقارنة مع الفتاة المراهقة ذات الطابع الرجولي التي ظهرت في الفيلم، كما كانت ترتدي فستانا ضيقا، هو نفسه الذي كانت ترفض ارتداؤه في الفيلم. مما أثار غضب الأمهات والجماعات النسوية. انتقدت المبتكرة ومساعدة المخرج بريندا شابمان التغيير بشدة ووصفته بأنه «فظيع» وأضافت «ديزني فقدت الهدف المرجو من الشخصية، عندما أقدمت على إنشاء تلك النسخة الجديدة».
وكنوع من إظهار الدعم لمبتكرة الشخصية بريندا تشابمان، نشر أحد المواقع عريضة احتجاجية، جمعت عليها أكثر من 100 ألف توقيع من المتضامنين، الذين يطالبون بإعادة الشخصية إلى واقعيتها وتصميمها الأصلي.
استجابت ديزني للخلاف قائلة أن التصميم الجديد لمريدا أستخدم فقط في حفل التتويج. في موقع أميرات ديزني الرسمي على الأنترنت تم إعادة شكل مريدا العادي الثلاثي الأبعاد، تماما كما كانت تبدو في الفيلم.

## روابط خارجية
- موقع الفيلم الرسمي